# Laura Sebastian
Laura Sebastian (ur. 1990) – amerykańska pisarka powieści fantasy dla młodzieży. W Polsce jej książki wydaje Zysk i S-ka.